# Pramila
Pramila is een geslacht van vlinders uit de familie wespvlinders (Sesiidae), onderfamilie Sesiinae.
Pramila is voor het eerst wetenschappelijk beschreven door Moore in 1879. De typesoort is Pramila atkinsoni.

## Soort
Pramila omvat de volgende soort:
- Pramila atkinsoni Moore, 1879